# Paço da Ribeira
Paço da Ribeira var ett palats i Lissabon i Portugal. 
Det uppfördes mellan 1498 och 1510 på order av Manuel I av Portugal för att ersätta det medeltida Castelo de São Jorge. 
Det fungerade som huvudresidens för kungafamiljen fram till att det förstördes under jordbävningen i Lissabon 1755. Efter jordbävningen bosatte sig hovet i det tillfälligt uppförda Palácio da Ajuda.

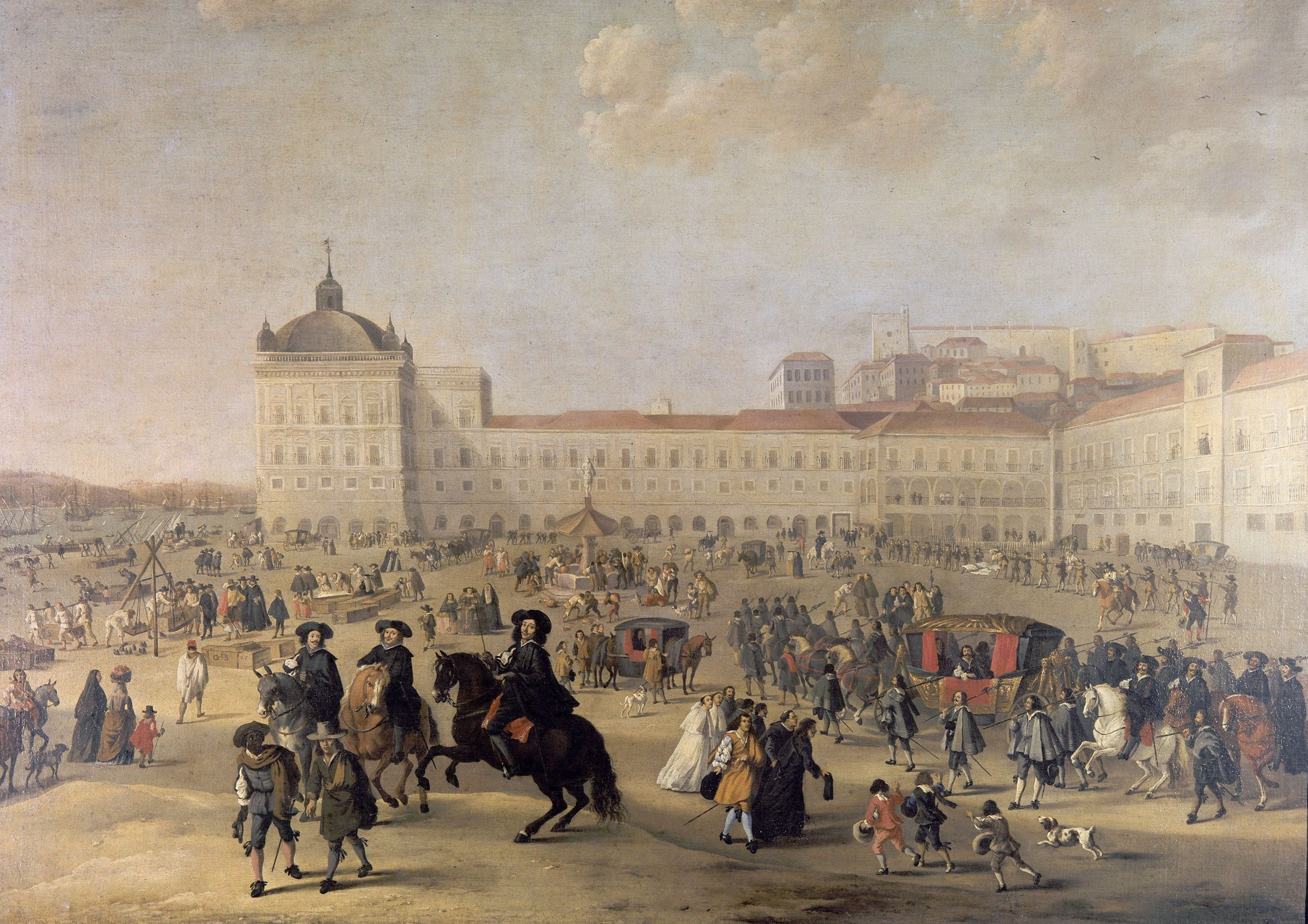
Palatstorget i Lissabon.